# خوان سيلفا (عداء مراثوني)
خوان سيلفا (بالإسبانية: Juan Silva) هو عداء مراثوني تشيلي، ولد في 24 يونيو 1930 في كونثبثيون في تشيلي.

## وصلات خارجية
- خوان سيلفا على موقع أوليمبيديا (الإنجليزية)